# Susan Taubes
Pour les articles homonymes, voir Taubes.
Susan Taubes est une écrivaine et philosophe née en Hongrie qui a fui le nazisme en ́Europe pour les États-Unis en 1939. Elle est la fille d'un psychanalyste ferenczien Sándor Feldmann et petite-fille du grand rabbin de Budapest Mózes Feldmann.
Aux USA, elle étudie la philosophie, notamment existentialiste. Elle épouse Jacob Taubes, intellectuel juif très influent à l'époque, mais leur mariage est marqué par des tensions personnelles et idéologiques. Cet échec constitue la trame de son roman Vies et morts de Sophie Blind (1969). Elle se suicide peu après sa publication.

## Œuvre
- Susan Taubes Vies et morts de Sophie Blind, Payot Rivages, 2025  (ISBN 9782743666095).